# 殺手本能 (2013年遊戲)
《殺手本能》是Double Helix Games、Iron Galaxy与Rare在肯·洛布的监督下联合開發，由微软工作室發行的格鬥遊戲，於2013年11月22日在Xbox One發售。本作是《杀手本能》系列时隔17年之后的新作，也是该系列由微软发行的第一作。
本作采用了免费下载，内容收费的形式，玩家可以免费下载游戏并使用限定的游戏角色，并通过付费购买使用更多的角色。《杀手本能》到目前为止已推出了两季的下载内容，包含了13名角色及其专属场地。第二季于2014年至2015年发布。第三季于2016年发布，并提供对Windows 10的支持。
2017年9月28日，这款游戏的Windows新版本通过Steam发布。这个版本的游戏包括所有可下载内容，并增加了对Windows 7的支持。Steam上的玩家还可以在表演赛模式、大厅模式和阴影领主模式的多人游戏中与Xbox One和Windows 10上的用户进行对战，这使得《杀手本能》玩家的数量超过了1000万。